# Philippe Close
Philippe Close (Namur, 18 marzo 1971) è un politico belga, Sindaco di Bruxelles dal 20 luglio 2017.

## Biografia
Nato a Namur, si trasferì con la famiglia a Bruxelles, dove si è iscritto presso la Facoltà di Giurisprudenza dell'Université libre de Bruxelles.
Dopo la laurea ha trovato impiego come collaboratore parlamentare del senatore Roger Lallemand, venendo poi assunto da Elio Di Rupo presso l'Istituto Emile Vandervelde del Partito Socialista; successivamente nel 2000 è divenuto portavoce di Di Rupo e poi nel 2001 capo di gabinetto del sindaco di Bruxelles Freddy Thielemans.
Nel 2006 ha preso parte per la prima volta alle elezioni locali, venendo eletto aldermanno (equivalente belga di un assessore) con delega a personale e turismo a cui si aggiunse poi, dopo le elezioni del 2012, anche la delega alle finanze. Alle elezioni del 2009 è stato eletto al Parlamento della Regione di Bruxelles-Capitale, dove ha presieduto la commissione affari sociali e dal 2013 è stato capogruppo del Partito Socialista.
In seguito alle dimissioni rassegnate da Yvan Mayeur, dovute allo scandalo Samusocial, Close è stato nominato sindaco di Bruxelles nel giugno 2017, prestando giuramento il successivo 20 luglio 2017 e venendo poi rieletto alle elezioni locali del 2018 per un mandato di sei anni.